# Charles Glover Barkla
Charles Glover Barkla   (Widnes, 7 de juny de 1877 - Edimburg, 23 d'octubre de 1944) fou un físic anglès guardonat amb el Premi Nobel de Física l'any 1917.

## Biografia
Nascut el 7 de juny de 1877 a la ciutat anglesa de Widnes, va estudiar al Liverpool Institute i posteriorment física a la Universitat de Liverpool.
Morí el 23 d'octubre de 1944 a la ciutat d'Edimburg.

## Recerca científica
El 1913, després d'haver treballat a la Universitat de Cambridge, Liverpool i al King's College de Londres com a professor, fou nomenat l'any 1913 professor de filosofia natural de la Universitat d'Edimburg, una posició que va mantenir fins a la seva mort.
Va desenvolupar les lleis de dispersió dels raigs X i les lleis que governen la transmissió d'aquests raigs a través de la matèria i l'excitació dels raigs secundaris. L'any 1917, fou guardonat amb el Premi Nobel de Física pel descobriment de les característiques dels raigs X.

## Reconeixments
En honor seu, s'anomenà el cràter Barkla de la Lluna.